# 源有頼
源 有頼（みなもと の ありより）は、平安時代後期の武士。摂津源氏の流れを汲む僧行延の子。源明国の養子。

## 略歴
源実国の孫にあたるが、三井寺の僧であった父・行延は実国の弟・頼綱（多田頼綱）の養子となっており、有頼は弟・盛隆と共に頼綱の長子・明国（多田明国）の養子となった。官位などは伝わらず詳しい事跡も不明であるが、その別名から多田荘に拠っていたものと考えられる。一子・慈賢は源頼政（もしくは源頼兼）の養子となり、のちに天台座主となった。

## 系譜
- 父：行延 - 三井寺の僧、源実国の子で叔父・頼綱の養子
- 母：不詳
- 妻：不詳
  - 男子：源頼氏 - 蔵人。
  - 男子：慈賢 - 第78世天台座主。慈源とも。『尊卑分脈』に「為頼政卿子」「号大夫僧正」の記述。